# 24 часа Ле-Мана 2014

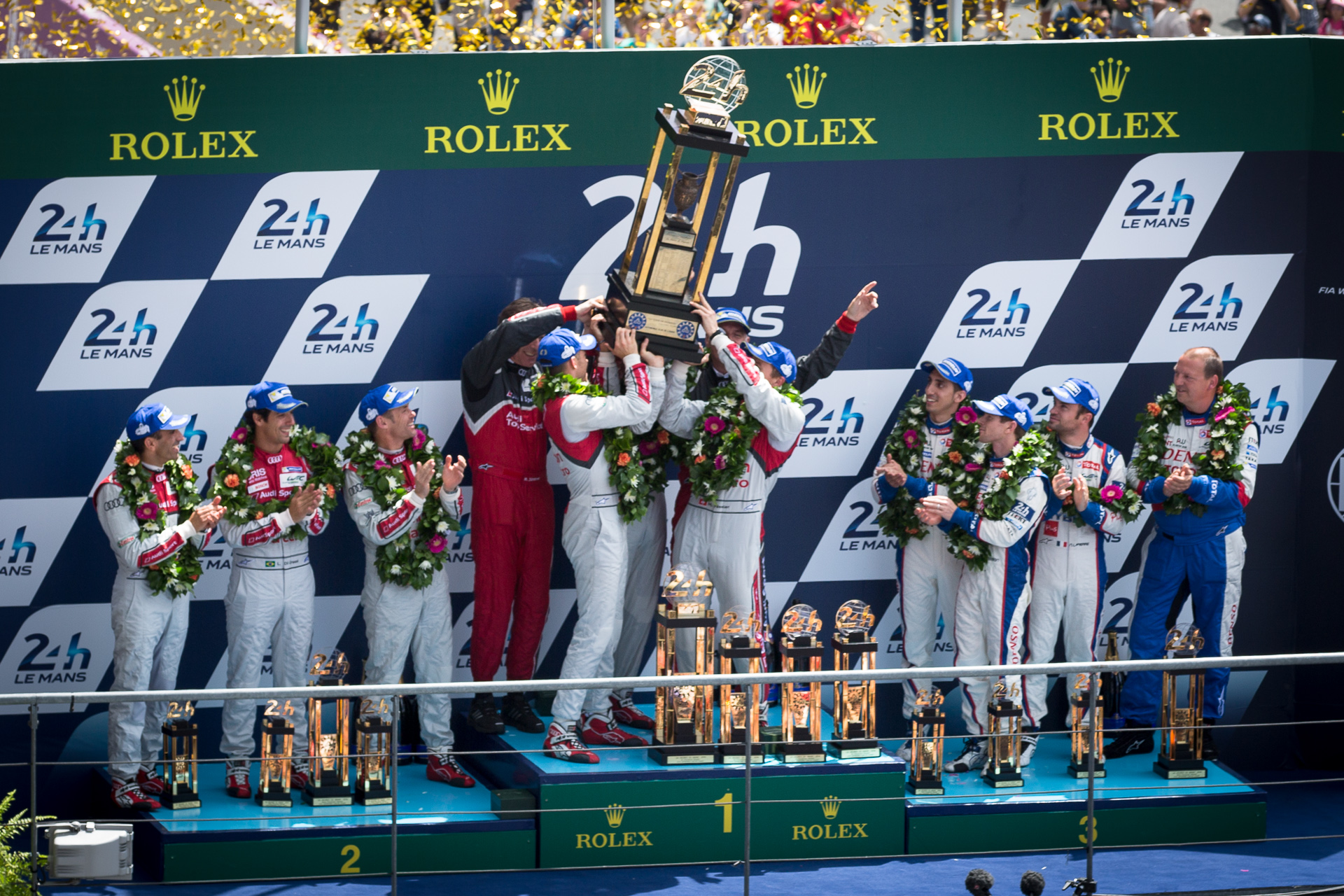
Подиум в общем зачёте

24 часа Ле-Мана 2014 (фр. 24 Heures du Mans 2014) — 82-я по счёту автомобильная гонка на выносливость, организованная Западным автомобильным клубом, которая состоялась 14—15 июня 2014 года на трассе Ле-Ман неподалёку от одноимённого города во Франции, являющаяся также третьим этапом чемпионата мира по автогонкам на выносливость. Победу в гонке одержал второй экипаж команды Audi Sport Team Joest. Эта победа стала 3-й для данного экипажа и 13-й для Audi. Гонку посетило около 263 тыс. зрителей — наибольшее количество, начиная с 1989 года.

## Расписание
В 2014 году проведение гонки было перенесено на одну неделю вперед во избежание пересечения с другими крупными автоспортивными соревнованиями. 1 июня были проведены два 4-часовых тестовых заезда для участников и запасных, пожелавших принять участие, 11 июня — 4-часовая свободная практика. Три 2-часовых квалификационный заезда были проведены 11—12 июня. Гонка стартовала в 15.00 14 июня и финишировала через 24 часа.
| Расписание | Расписание    | Расписание                                                            |
| Дата       | Время (CEST)  | Мероприятие                                                           |
| Тесты      | Тесты         | Тесты                                                                 |
| ---------- | ------------- | --------------------------------------------------------------------- |
| 30 мая     | 09:00 — 18:00 | Административные проверки и согласования                              |
| 31 мая     | 09:00 — 15:00 | Административные проверки и согласования                              |
| 1 июня     | 09:00 — 13:00 | Тесты                                                                 |
| 1 июня     | 14:00 — 18:00 | Тесты                                                                 |
| Гонка      |               |                                                                       |
| 8 июня     | 14:30 — 19:00 | Административные проверки и согласования (Площадь Республики, Ле-Ман) |
| 9 июня     | 10:00 — 18:00 | Административные проверки и согласования (Площадь Республики, Ле-Ман) |
| 11 июня    | 16:00 — 20:00 | Свободная практика                                                    |
| 11 июня    | 22:00 — 24:00 | Квалификация                                                          |
| 12 Июня    | 19:00 — 21:00 | Квалификация                                                          |
| 12 Июня    | 22:00 — 24:00 | Квалификация                                                          |
| 14 июня    | 09:00 — 09:45 | Разминка (Warm-up)                                                    |
| 14 июня    | 15:00         | Старт гонки                                                           |
| 15 июня    | 15:00         | Финиш гонки                                                           |

## Изменения в трассе и правилах
После гибели Аллана Симонсена во время предыдущей гонки Западный автомобильный клуб объявил об изменениях некоторых участков трассы. Поворот Тертр-Руж был перепрофилирован, на его выходе были установлены дополнительные ограждения, отодвинутые от деревьев на расстояние 1,5 м, и барьеры из покрышек. Были расширены зоны безопасности в повороте Корвет. На входе в повороты Порше позади рядов покрышек были установлены барьеры Tecpro. Во второй части шиканы Форд была увеличена высота поребриков, чтобы гонщики не среза́ли поворот.
Была внедрена новая система безопасности, которая позволяет специальной технике находиться на одном из участков трассы без необходимости выезда автомобилей безопасности. Гонщики, подъезжая к такому участку трассы, получившему название «медленная зона» (англ. slow zone), должны уменьшить скорость до 60 км/ч. Наблюдение за скоростным режимом будет производиться с помощью системы GPS, установленной на каждом гоночном автомобиле. Для сообщений о местоположении медленной зоны будет использоваться система управления гонкой.
Гонщики, ранее не участвовавшие в гонке или не принимавшие участие более 5 лет подряд, допускаются до соревнований только после того, как полдня отработают на симуляторе. Программа работы включает в себя управление в ночное время, во время и после дождя, в режиме автомобиля безопасности и при прохождении медленной зоны.

## Заявки

### Автоматические заявки
Автоматически на гонку были приглашены победители предыдущего года в своих классах, а также победители и некоторые команды, занявшие второе место, в Европейской и Азиатской серии Ле-Ман, а также две команды из Американской серии Ле-Ман. Автоматические приглашения также получили все команды, принимавшие участие в 2014 году на полном расписании в чемпионате мира по автогонкам на выносливость.
Команды, принявшие автоматическое приглашение, могут выступать на другой технике, но не имеют права переходить в другой класс. Исключение сделано для команд, приглашённых в оба класса GTE, в случае перехода между этими классами в зависимости от состава гонщиков в команде.
20 декабря 2013 года был оглашён список автоматических приглашений. Команды Muscle Milk Pickett Racing и Team Endurance Challenge приглашения не приняли. Risi Competizione также отказалась от приглашения, но затем подала заявку на участие на общих основаниях и была зачислена в список запасных.
| Основание для приглашения                      | LMP1                  | LMP2                       | LM GTE Pro              | LM GTE Am               |
| 1-й в гонке 24 часа Ле-Мана                    | Audi Sport Team Joest | OAK Racing                 | Porsche AG Team Manthey | IMSA Performance Matmut |
| 1-й в Европейской серии Ле-Ман                 |                       | Signatech Alpine           | Ram Racing              | Ram Racing              |
| 2-й в Европейской серии Ле-Ман                 |                       |                            | Proton Competition      | Proton Competition      |
| Участники Американской серии Ле-Ман            |                       | Muscle Milk Pickett Racing | Risi Competizione       |                         |
| 1-й в Европейской серии Ле-Ман в категории FLM |                       | Team Endurance Challenge   |                         |                         |
| 1-й в Азиатской серии Ле-Ман                   |                       | OAK Racing                 |                         | AF Corse                |
| 2-й в Азиатской серии Ле-Ман                   |                       |                            |                         | Craft Racing            |

### 56-я заявка
В рамках проекта «Гараж 56», созданного для команд, использующих инновационные технологии, приглашение получили Nissan Motor Company и её дочернее предприятие Nismo, представившие ZEOD RC — преемника DeltaWing, разработанного также Беном Боулби, оснащённого трёхцилиндровым двигателем с турбонаддувом и гибридной электрической трансмиссией с литий-ионными аккумуляторами и двумя электродвигателями. Nissan планировала пройти один полный круг исключительно на электрической тяге и это удалось в субботу утром во время разминки, а во время квалификации удалось достичь скорости 300 км/ч также только на электрической тяге

### Список участников
Вместе со списками участников Чемпионата мира по гонкам на выносливость и Европейской серии Ле-Ман был оглашён и список участников гонки (56 основных и 10 резервных). Заявки были распределены следующим образом: 31 — для участников Чемпионата мира по гонкам на выносливость, 13 — для участников Европейской серии Ле-Ман, 5 — для участников Объединённого чемпионата спорткаров, 2 — для участников Азиатской серии Ле-Ман, 5 — на конкурсной основе для команд, подавших заявки только на участие в 24 часах Ле-Мана.
24 марта 2014 команда SRT Motorsports отказалась от участия в гонке, объяснив это желанием сосредоточиться на объединённом чемпионате спорткаров, её место заняли JMW Motorsports и Team Taisan.
28 апреля 2014 из обновлённого списка участников были исключены Millennium Racing, Craft Racing и два дополнительных экипажа Aston Martin Racing. Вместо них были включены Larbre Compétition, Caterham Racing, Pegasus Racing, вторые экипажи of IMSA Performance Matmut и Prospeed Competition.
20 мая 2014 команда Lotus объявила об отказе от участия в гонке из-за неготовности прототипа Lotus T129-AER. Её место заняла команда Millennium Racing, отозвавшая ранее свою заявку из-за финансовых проблем.
27 мая 2014 команда Strakka Racing отозвала заявку после того, как прототип Strakka Dome S103 получил повреждение во время тестов. Вместо неё в гонку была заявлена Krohn Racing, ранее подававшая заявку под именем Risi Competizione, но затем отозвавшая её.
Накануне технической инспекции Millennium Racing по финансовым причинам повторно отказалась от участия в гонке. Замены для неё уже не было.

## Тесты и свободная практика
1 июня прошли две 4-часовые тестовые сессии, участие в которых не являлось обязательным. Krohn Racing не участвовала в тестах из-за недостаточной подготовки. Второй экипаж Prospeed Competition также не принял участие. Команда Millennium Racing подала заявку, но на тесты не прибыла. AF Corse привезла на тесты дополнительный автомобиль, доведя их количество до 54. Лучшее время (3:23.014) показал Себастьен Буэми на Toyota № 8 во время второй сессии. Toyota № 7 и Audi № 3 отстали менее, чем на секунду, быстрейший из Porsche — на 1,5 секунды. Роман Русинов из команды G-Drive Racing показал лучшее время в классе LMP2 (3:37.795), опередив Murphy Prototypes и Signatech Alpine. Фредерик Маковецки на Porsche показал лучше время (3:57.260) в классе LMGTE Pro, в то время, как другой экипаж досрочно прекратил участие после того, как автомобиль в начале тестов получил серьёзные повреждения, высоко подпрыгнув в гравийной ловушке шиканы Ford. Паоло Руберти из 8 Star Motorsports на Ferrari показал лучшее время в классе LMGTE Am и второе для обоих классов LMGTE (3:57.403). После завершения основных тестов некоторые команды из классов спортпрототипов, в том числе Audi, Toyota и Porsche провели неофициальные тесты на трассе Бугатти.
4-часовая свободная практика состоялась 11 июня. В ней лидировала Toyota, Энтони Дэвисон показал лучшее время 3:23.652. Audi № 2 отстала на 0,3 с, Porsche — на 3 с. Audi № 1 под управлением Лоика Дюваля в начале практики взмыл в воздух и врезался в ограждение в шикане Порше. Автомобиль получил серьёзные повреждения, задняя часть была полностью разрушена. Дюваль получил незначительные травмы, однако по требованию врачей был заменён на Марка Жене. Ligier JS P2 из команды OAK Racing, дебютировавший в гонке, показал лучшее время в классе LMP2 — 3:40.611. Ники Тим из команды Aston Martin Racing показал лучшее время в классе LMGTE Am (3:57.015), на 13 тысячных секунды опередив Ferrari из команды AF Corse, показавший лучший результат в классе LMGTE Pro. Единственным экипажем, не показавшим время, стал Nissan ZEOD RC, уже на первом круге прекративший участие в практике из-за технических проблем.

## Квалификация
Первая квалификационная сессия прошла поздним вечером 11 июня при ясной погоде. Команда Porsche лидировала на всём её протяжении: сначала Нил Яни установил лучшее время круга, затем Брендон Хартли улучшил его до 3:23.157. Следующие два места заняла Toyota с отставанием в две секунды, причём на автомобиле № 7 произошла утечка масла и он остановился на обочине трассы. За ними шли два оставшихся в строю автомобиля Audi с отставанием в три секунды. В классе LMP2 лучший результат 3:38.843 показал Оливье Пла из команды G-Drive Racing, опередившей Signatec Alpine и KCMG. Николя Минасян на автомобиле № 37 команды SMP Racing в начале квалификационной сессии попал в аварию в шикане Порше, после чего заезд был прерван на полчаса. В классе LMGTE Pro лучшее время (3:54.754) показал Джанмария Бруни из AF Corse. Фернандо Реес из второго экипажа Aston Martin попал в серьёзную аварию в шикане Порше. Это привело к тому, что квалификационная сессия закончилась на полчаса раньше запланированного, а сильно повреждённый автомобиль отремонтировать не удалось и он выбыл из соревнования. В классе LMGTE Am лучший результат (3:56.787) показал Андреа Бертолини из SMP Racing, опередившей AF Corse и Dempsey Racing.

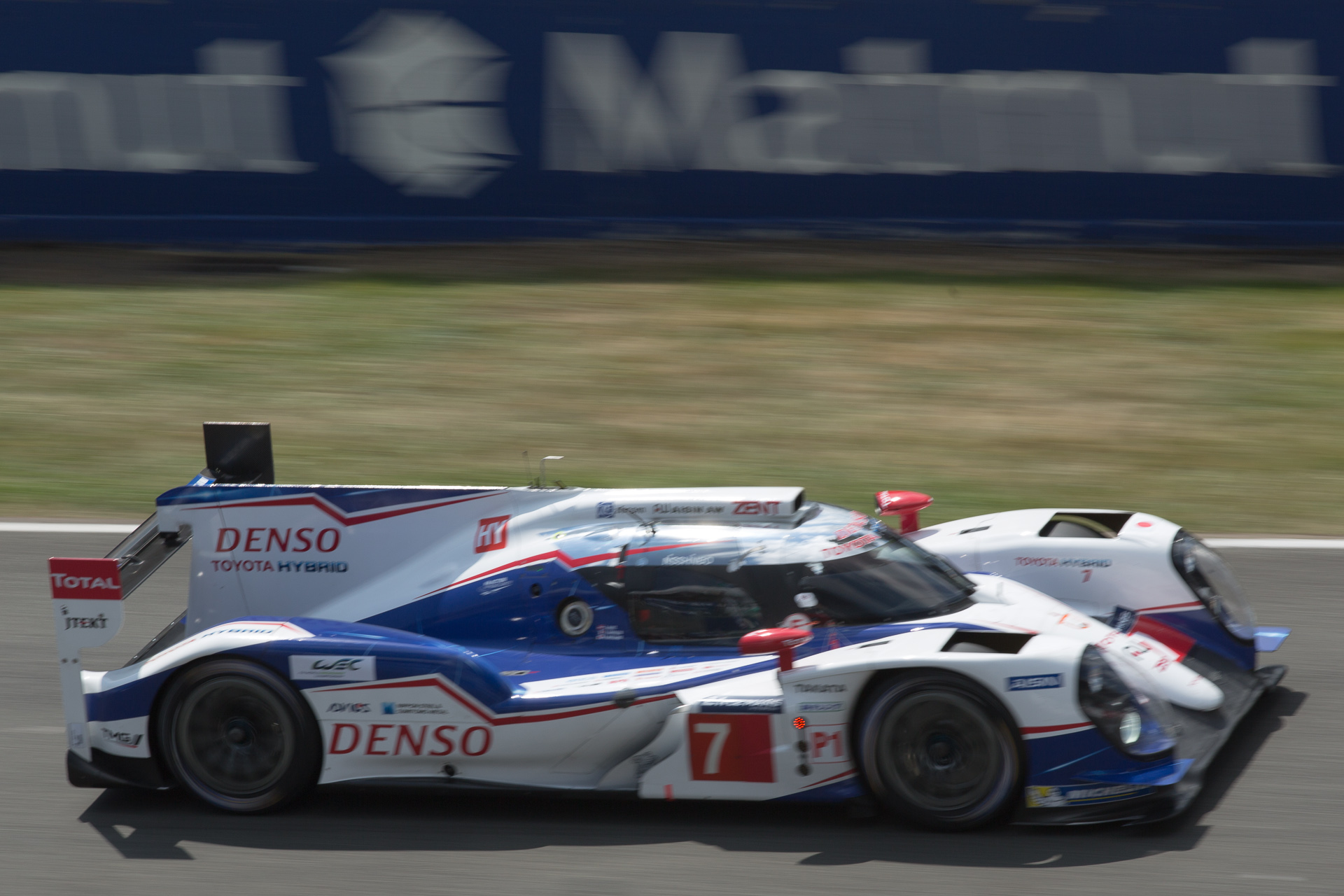
Toyota TS040 Hybrid № 7, занявшая поул-позицию с результатом 3:21.789

Вторая квалификационная сессия в четверг ещё дольше прерывалась красными флагами. Джеймс Каладо из AF Corse попал в аварию в шикане Порше, после чего квалификация была прервана на полчаса. Вернувшаяся в гонку Audi № 1 на первом же круге развернулась в повороте Индианаполис и получила повреждения. Пытаясь после этого заехать в боксы, Лукас ди Грасси спровоцировал аварию: Лео Руссель из команды Pegasus Racing, уворачиваясь от столкновения перед въездом на пит-лейн, вылетел за пределы трассы и разбил автомобиль. В это же время автомобиль № 79 команды Prospeed Competition развернуло на входе в шикану Данлоп и он врезался в стену. Управлявший автомобилем Брет Кёртис получил серьёзную травму. Заезд был возобновлён за 15 минут до завершения квалификационной сессии, и все автомобили класса LMP1 выехали на трассу для улучшения результата. Кадзуки Накадзима показал лучший результат 3:22.589, дальше шли Ромен Дюма и Тимо Бернхард из Porshe и Оливер Джарвис из Audi. Тристан Гомменди из команды TDS Racing в последний момент опередил Murphy Oreca с результатом 3:38.094. Corvette из LMGTE Pro и AF Corse из LMGTE Am, хотя и были первыми в своих классах, не смогли улучшить результаты, показанные в первой квалификационной сессии.
Из-за многочисленных остановок продолжительность третьей квалификационной сессии была увеличена на полчаса. Через пятнадцать минут после начала сессии Накадзима показал лучший лучшее время на круге 3:21.789, с которым он выиграл первую поул-позицию для Toyota, начиная с 1999 года. Благодаря усилиям Дюма, Porsche № 14 занял на первом ряду стартовой решётки место рядом с Toyota. Гонщики Audi не смогли улучшить времена, показанные во время второй сессии, и команда расположилась на стартовой решётке на местах с пятого по седьмое. Матиас Беш на Rebellion № 12 показал лучшее время в классе LMP1-L с отставанием в восемь секунд. В классе LMP2 Гомменди из Thiriet by TDS Racing смог с результатом 3:37.609 опередить OAK Racing и Jota Zytek. Бруни из AF Corse улучшил своё время, показанное в первой сессии и занял с результатом 3:53.700 поул-позицию в классе LMGTE Pro, более чем на секунду опередив Corvette № 73 и Aston Martin № 97. Сэм Бёрд в классе LMGTE Am на две секунды улучшив результат, показанный в первой сессии, со временем 3:54.665 завоевал ещё одну поул-позицию для AF Corse, а также показал второе время в обоих классах LMGTE. Aston Martin занял в классе второе и третье места. После всех злоключений Nissan ZEOD RC занял 27-е место со временем 3:50.185. Во время третьей сессии было впервые использовано правило медленной зоны: после разворота Френки Монтекальво в гравийной ловушке в шикане Порше и аварии Чандхока в повороте Индианаполис. Обе медленные зоны не позволили улучшить времена в заключительный час квалификации.

### Результаты квалификации
Команды, занявшие поул-позиции в своих классах, выделены полужирным начертанием. Быстрейший круг выделен серым.
| Позиция | Класс     | Номер | Команда                   | 1-я квалификация | 2-я квалификация | 3-я квалификация | Разница с быстрейшим результатом | Позиция на стартовой решётке |
| ------- | --------- | ----- | ------------------------- | ---------------- | ---------------- | ---------------- | -------------------------------- | ---------------------------- |
| 1       | LMP1-H    | 7     | Toyota Racing             | 3:25.313         | 3:22.589         | 3:21.789         |                                  | 1                            |
| 2       | LMP1-H    | 14    | Porsche Team              | 3:23.928         | 3:22.708         | 3:22.146         | +0.357                           | 2                            |
| 3       | LMP1-H    | 8     | Toyota Racing             | 3:25.410         | 3:23.661         | 3:22.523         | +0.734                           | 3                            |
| 4       | LMP1-H    | 20    | Porsche Team              | 3:23.157         | 3:22.908         | 3:24.136         | +1.119                           | 4                            |
| 5       | LMP1-H    | 3     | Audi Sport Team Joest     | 3:26.445         | 3:23.271         | 3:23.364         | +1.482                           | 5                            |
| 6       | LMP1-H    | 2     | Audi Sport Team Joest     | 3:26.388         | 3:24.276         | 3:24.729         | +2.487                           | 6                            |
| 7       | LMP1-H    | 1     | Audi Sport Team Joest     | без времени      | 3:26.490         | 3:25.814         | +4.025                           | 7                            |
| 8       | LMP1-L    | 12    | Rebellion Racing          | 3:34.922         | 3:31.180         | 3:29.763         | +7.974                           | 8                            |
| 9       | LMP1-L    | 13    | Rebellion Racing          | 3:33.117         | 3:31.608         | 3:33.050         | +9.819                           | 9                            |
| 10      | LMP2      | 46    | Thiriet by TDS Racing     | 3:42.730         | 3:38.094         | 3:37.609         | +15.820                          | 10                           |
| 11      | LMP2      | 38    | Jota Sport                | 3:45.928         | 3:44.482         | 3:37.674         | +15.885                          | 11                           |
| 12      | LMP2      | 35    | OAK Racing                | 3:39.822         | 3:39.523         | 3:37.892         | +16.103                          | 12                           |
| 13      | LMP2      | 26    | G-Drive Racing            | 3:38.843         | 3:41.446         | 3:38.000         | +16.211                          | 13                           |
| 14      | LMP2      | 36    | Signatech Alpine          | 3:39.490         | 3:38.769         | 3:38.089         | +16.300                          | 14                           |
| 15      | LMP2      | 48    | Murphy Prototypes         | 3:41.502         | 3:38.207         | 3:39.091         | +16.418                          | 15                           |
| 16      | LMP2      | 47    | KCMG                      | 3:39.586         | 3:40.476         | 3:38.689         | +16.900                          | 16                           |
| 17      | LMP2      | 43    | Newblood by Morand Racing | 3:46.018         | 3:39.135         | 3:41.066         | +17.346                          | 17                           |
| 18      | LMP2      | 34    | Race Performance          | 3:39.993         | 3:44.486         | 3:40.819         | +18.204                          | 18                           |
| 19      | LMP2      | 42    | Caterham Racing           | 3:41.847         | 3:47.255         | 3:40.035         | +18.246                          | 19                           |
| 20      | LMP2      | 24    | Sébastien Loeb Racing     | 3:43.507         | 3:40.407         | 3:44.022         | +18.618                          | 20                           |
| 21      | LMP2      | 37    | SMP Racing                | 3:46.940         | 3:44.395         | 3:41.297         | +19.508                          | 21                           |
| 22      | LMP2      | 27    | SMP Racing                | 3:43.618         | 3:42.527         | 3:42.131         | +20.342                          | 22                           |
| 23      | LMP2      | 29    | Pegasus Racing            | 3:49.046         | 3:42.438         | без времени      | +20.649                          | 23                           |
| 24      | LMP2      | 33    | OAK Racing-Team Asia      | 3:42.998         | 3:48.325         | 3:43.158         | +21.199                          | 24                           |
| 25      | LMP2      | 50    | Larbre Compétition        | 3:53.948         | 3:47.015         | 3:43.843         | +22.054                          | 25                           |
| 26      | LMP2      | 41    | Greaves Motorsport        | без времени      | 3:44.293         | 3:44.437         | +22.504                          | 26                           |
| 27      | CDNT      | 0     | Nissan Motorsports Global | без времени      | 3:57.096         | 3:50.185         | +28.396                          | 27                           |
| 28      | LMGTE Pro | 51    | AF Corse                  | 3:54.754         | 3:55.552         | 3:53.700         | +31.911                          | 28                           |
| 29      | LMGTE Am  | 81    | AF Corse                  | 4:02.452         | 3:57.665         | 3:54.665         | +32.876                          | 29                           |
| 30      | LMGTE Pro | 73    | Corvette Racing           | 3:56.443         | 3:55.038         | 3:54.777         | +32.988                          | 30                           |
| 31      | LMGTE Pro | 97    | Aston Martin Racing       | 3:55.067         | 3:56.516         | 3:54.891         | +33.102                          | 31                           |
| 32      | LMGTE Pro | 74    | Corvette Racing           | 3:59.445         | 3:57.160         | 3:55.190         | +33.401                          | 32                           |
| 33      | LMGTE Pro | 52    | Ram Racing                | 3:57.793         | 3:56.642         | 3:55.347         | +33.558                          | 33                           |
| 34      | LMGTE Pro | 92    | Porsche Team Manthey      | 3:55.516         | 3:57.356         | 3:55.694         | +33.727                          | 34                           |
| 35      | LMGTE Am  | 98    | Aston Martin Racing       | 4:00.017         | 3:57.445         | 3:55.644         | +33.855                          | 35                           |
| 36      | LMGTE Pro | 91    | Porsche Team Manthey      | 3:56.584         | 3:57.682         | 3:55.745         | +33.956                          | 36                           |
| 37      | LMGTE Am  | 95    | Aston Martin Racing       | 4:06.464         | 3:56.994         | 3:55.944         | +34.155                          | 37                           |
| 38      | LMGTE Am  | 61    | AF Corse                  | 3:56.919         | 3:56.917         | 3:55.977         | +34.188                          | 38                           |
| 39      | LMGTE Am  | 72    | SMP Racing                | 3:56.787         | 3:58.778         | 3:56.063         | +34.274                          | 39                           |
| 40      | LMGTE Am  | 88    | Proton Competition        | 3:59.291         | 3:59.920         | 3:56.974         | +35.185                          | 40                           |
| 41      | LMGTE Am  | 77    | Dempsey Racing-Proton     | 3:57.004         | 3:58.373         | 3:57.230         | +35.215                          | 41                           |
| 42      | LMGTE Am  | 90    | 8 Star Motorsports        | без времени      | без времени      | 3:57.217         | +35.428                          | 42                           |
| 43      | LMGTE Pro | 99    | Aston Martin Racing       | 3:57.258         | не участвовал    | не участвовал    | +35.469                          | —                            |
| 44      | LMGTE Am  | 60    | AF Corse                  | 4:22.744         | 4:01.425         | 3:57.274         | +35.485                          | 43                           |
| 45      | LMGTE Am  | 66    | JMW Motorsport            | 4:05.046         | 3:58.512         | 3:57.757         | +35.968                          | 44                           |
| 46      | LMGTE Am  | 53    | Ram Racing                | 3:59.794         | 4:02.175         | 3:57.958         | +36.169                          | 45                           |
| 47      | LMGTE Pro | 71    | AF Corse                  | 3:58.330         | 3:58.086         | без времени      | +36.297                          | 46                           |
| 48      | LMGTE Am  | 76    | IMSA Performance Matmut   | без времени      | 4:06.021         | 3:58.398         | +36.609                          | 47                           |
| 49      | LMGTE Pro | 79    | Prospeed Competition      | 4:01.226         | 3:59.012         | без времени      | +37.223                          | 48                           |
| 50      | LMGTE Am  | 75    | Prospeed Competition      | 3:59.394         | 3:59.604         | 4:05.147         | +37.605                          | 49                           |
| 51      | LMGTE Am  | 58    | Team Sofrev ASP           | 3:59.837         | 4:07.434         | 4:03.947         | +38.048                          | 50                           |
| 52      | LMGTE Am  | 57    | Krohn Racing              | 4:03.789         | 4:01.686         | 4:01.006         | +39.217                          | 51                           |
| 53      | LMGTE Am  | 70    | Team Taisan               | 4:03.066         | 4:01.446         | 4:04.512         | +39.657                          | 52                           |
| 54      | LMGTE Am  | 67    | IMSA Performance Matmut   | без времени      | 4:03.903         | 4:03.277         | +41.488                          | 53                           |
| 55      | LMGTE Am  | 62    | AF Corse                  | 4:11.533         | 4:20.025         | 4:10.354         | +48.565                          | 54                           |

## Гонка

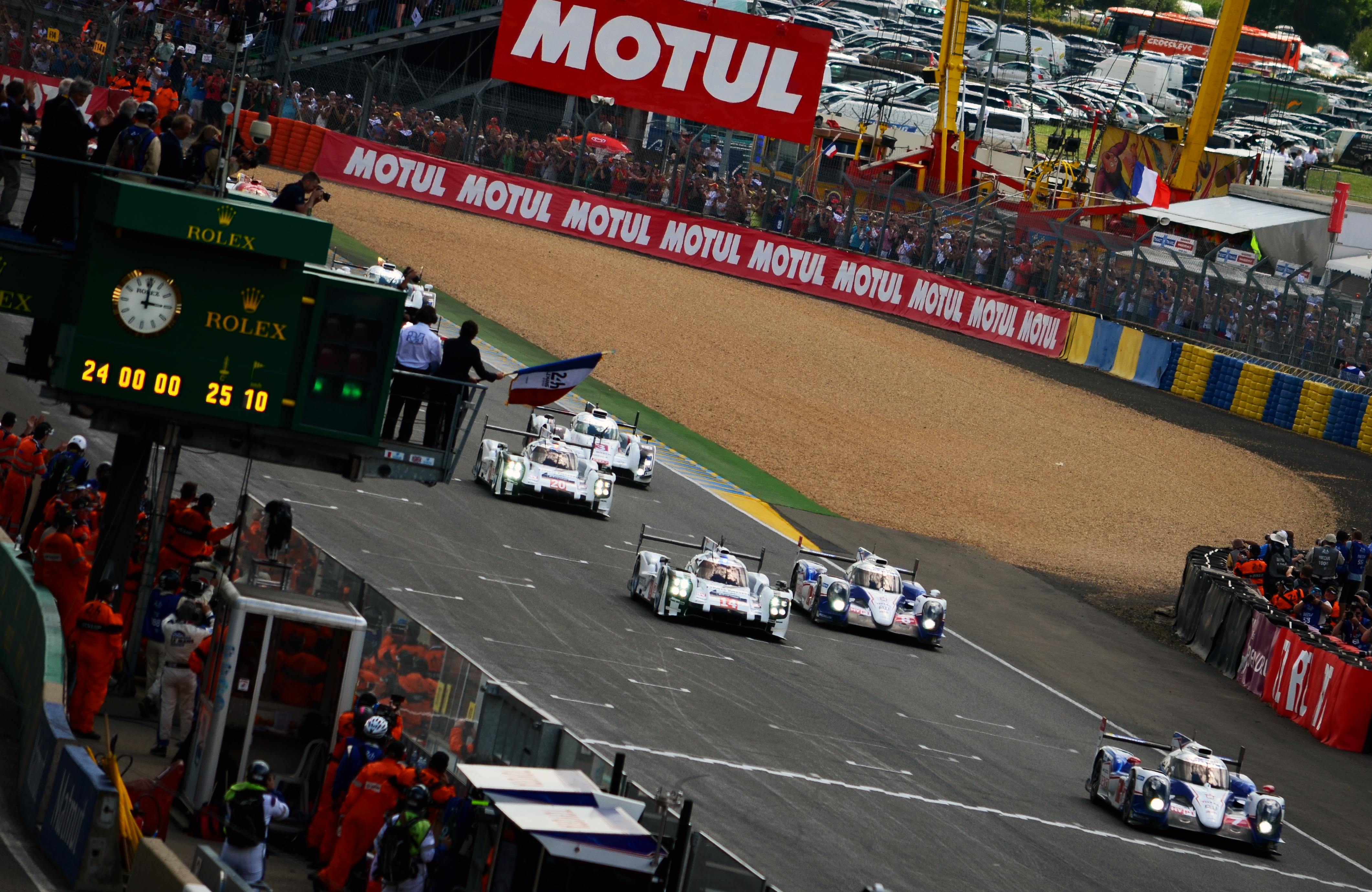
Александр Вурц стартует с поул-позиции

Старт гонки в 15:00 по Центральноевропейскому времени отмашкой французским триколором дал двукратный чемпион мира по автогонкам Формулы-1 Фернандо Алонсо. Стартовую решётку из 54 машин возглавил Александр Вурц на Toyota, которая сохраняла эту позицию большую часть гонки, за ней следовали второй экипаж Toyota и трио Audi. Две Porsche отстали от лидеров. Nissan ZEOD RC на шестом круге остановился на обочине трассы из-за проблем с коробкой передач и стал первым сошедшим автомобилем после того, как была отклонена просьба команды о проведении ремонта. В это же время Toyota № 8 под управлением Николя Лапьера, шедшая на втором месте, развернулась в шикане Мюльсан, после чего впервые в гонке было применено правило медленной зоны.
На втором часу гонки на некоторых участках трассы пошёл дождь, что стало причиной гоночных инцидентов. В то время, как автомобиль команды KCMG потерял управление на входе в первую шикану Мюльсан и врезался в барьер из покрышек, уступив при этом лидерство Jota Sport, далее по ходу прямой Мюльсан произошёл более серьёзный инцидент. Николя Лапьер на Toyota № 8 догнал группу из автомобилей классов LMGTE и Audi № 3. Во время торможения Toyota сорвалась в аквапланирование, её развернуло и она ударилась об ограждение, зацепив при этом Audi № 3, управляемый Марко Бонаноми, в который, в свою очередь, врезалась сзади Ferrari команды AF Corse из класса LMGTE Am под управлением Сэма Бёрда. Авария вызвала появление на трассе автомобилей безопасности. Несмотря на повреждение, Лапьер добрался до боксов, потеряв на ремонте 9 кругов. Бёрд и Бонаноми продолжить гонку не смогли.
Дождь вернулся на трассу через 15 минут после возобновления гонки. Автомобили команд Murphy Prototypes (Карун Чандхок) и Greaves Motorsport (Майкл Мюнеман) сцепились между собой после разворота и столкновения на выходе из поворота Тертр-Руж, это привело ко второму выезду на трассу автомобилей безопасности. После того, так дождь ослаб и гонка возобновилась, Toyota № 7 и оба Porsche использовали разные тактики пит-стопов. Это позволило Тимо Бернханду, а затем — Брендону Хартли выйти на некоторое время выйти в лидеры гонки, но к исходу четвёртого часа Toyota вернула себе лидерство. Изменения лидеров произошли также и в других категориях. Из-за ошибки при выборе покрышек для дождя Dempsey-Proton уступила лидерство Aston Martin № 98. После KCMG в категории LMP2 гонку возглавляли Race Performance и Signatech, затем к ним присоединился OAK Racing № 35. В классе LMGTE Pro развернулась борьба между несколькими автомобилями всех четырёх производителей, когда на одном круге неоднократно происходила смена лидера. В Porsche впервые в гонке столкнулись с серьёзными техническими проблемами, когда на автомобиле № 14 упало давление топлива и после ремонта он откатился на 51-е место, но затем поднялся на 6-е.

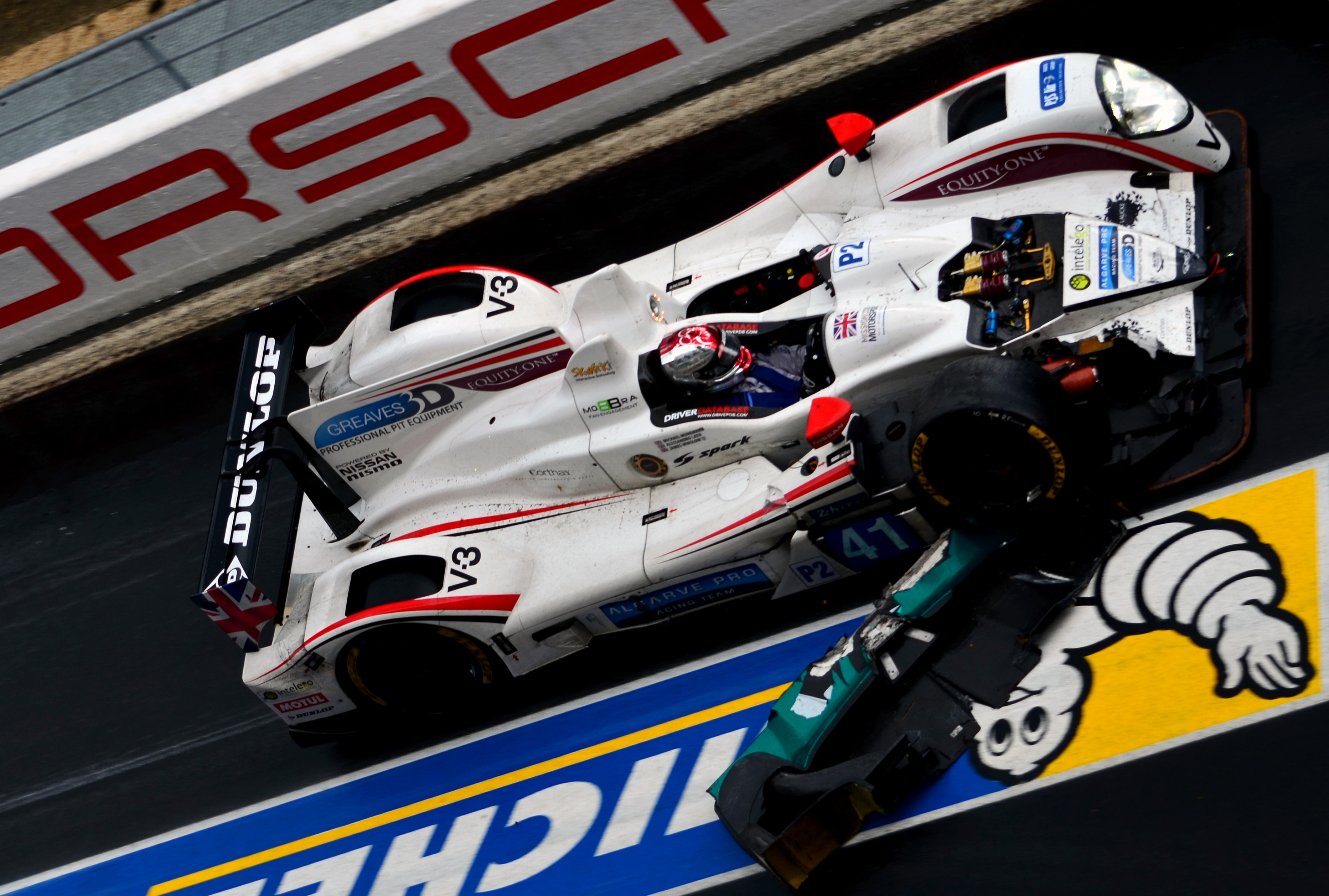
Майкл Мюнеман на повреждённом после столкновения под дождём автомобиле Greaves Zytek возвращается в боксы, волоча обломок носового обтекателя автомобиля команды Murphy Prototypes.

С наступлением темноты Toyota увеличила в классе LMP1 отрыв от ближайших преследователей до 2 минут, а OAK Racing в классе LMP2 — до 3 минут. В классе LMGTE Pro продолжалась борьба за лидерство между Ferrari № 51, Aston Martin № 97 и Corvette № 74. Второй экипаж Corvette потерял лидирующую позицию из-за проблем с пневматическим подъёмником, потребовавших длительного пит-стопа. Пара Aston Martin № 95 и 98 продолжали лидировать в классе LMGTE Am, однако около полуночи автомобиль № 98, лидировавший на протяжении 86 кругов, столкнулся с серьёзными техническими проблемами: во время пит-стопа из-под капота повалил дым, что было связано с неисправностью усилителя рулевого управления. На Audi № 1 пришлось заменить топливные форсунки, а на Porsche № 14 во второй раз упало давление топлива и он смог вернуться в боксы только на электрической тяге. Toyota № 7, более 9 часов лидировавшая в гонке, остановилась на обочине трассы после прохождения поворота Арнаж из-за пожара вследствие короткого замыкания в проводах, идущих к датчикам, с помощью которых FIA контролировала параметры работы гибридной системы. После этого в лидеры вышел Audi № 2, за которым следовали Porsche № 20 и Audi № 1.
Однако, пролидировав больше часа, Audi № 2, откатился на третье место, потеряв 20 минут из-за замены второго турбокомпрессора. После этого лидером гонки стал Audi № 1, опередивший к тому времени Porsche. Corvette № 74 выбыл из борьбы за лидерство в классе LMGTE Pro, отстав на три круга из-за замены ремня привода генератора. Ferrari № 72 из команды SMP Racing под управлением Виктора Шайтара врезалась в ограждение трассы, повредила его и сошла с дистанции. Автомобили безопасности выехали на трассу на два круга, необходимых для доставки оборудования и материалов к месту ремонта, после чего в месте аварии ещё полчаса, до завершения ремонта была медленная зона. Когда гонка возобновилась, Ligier из команды OAK Racing вынуждена была заехать в боксы на ремонт из-за проблем с двигателем и тормозами, а после ремонта не смогла продолжить гонку в прежнем темпе. Ехавшая следом Ligier из команды TDS также заехала боксы на ремонт из-за проблем с подвеской, а в лидеры вышел автомобиль Zytek команды Jota Sport. Aston Martin № 97 после продолжительной борьбы за лидерство стал вторым автомобилем этой команды, столкнувшимся с неисправностью усилителя рулевого управления. На второе место вышел Porsche № 92 из команды Team Manthey с отставанием в два круга от лидировавшего Ferrari № 51 из AF Corse.

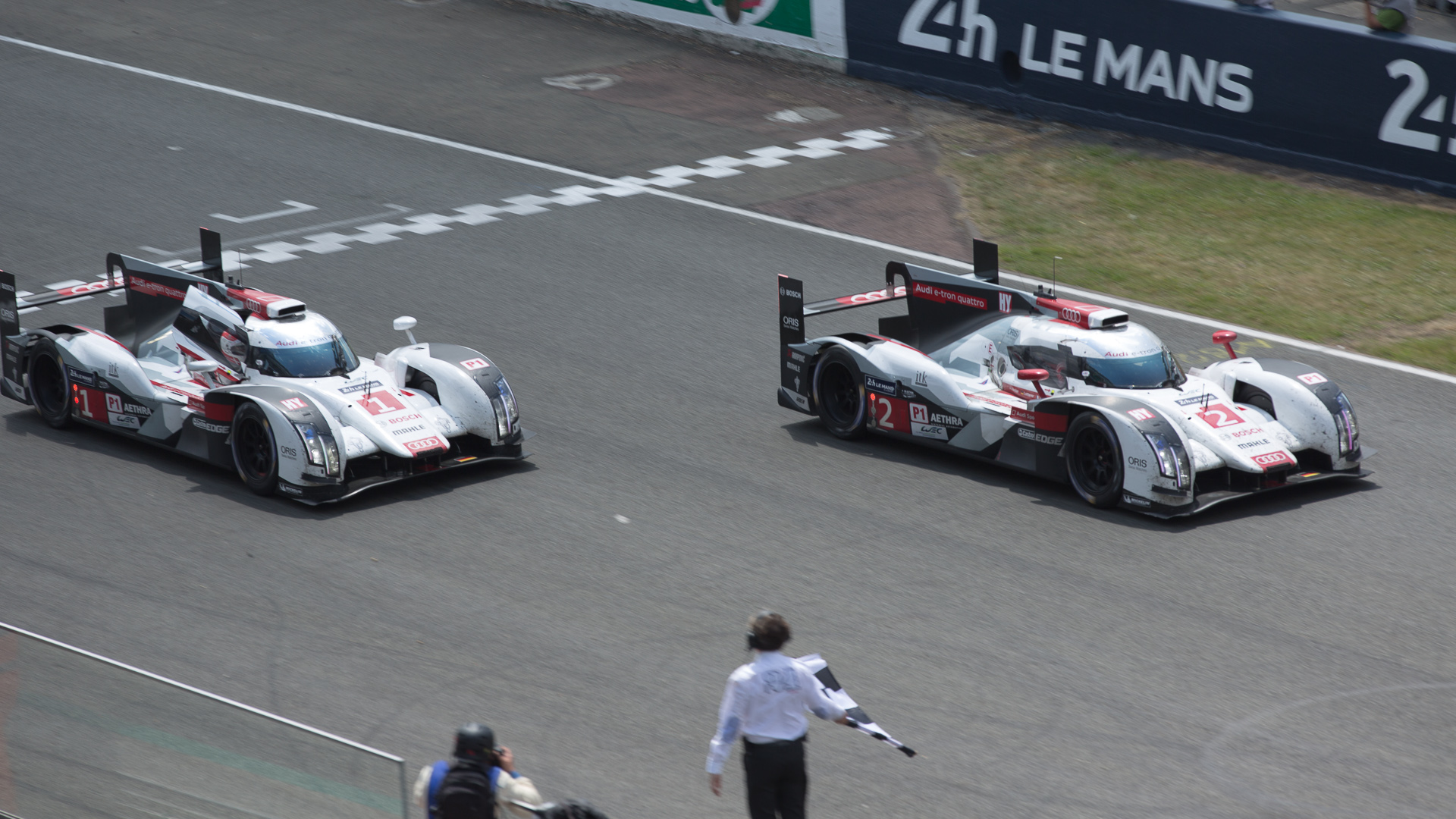
Автомобили команды Audi, занявшие первые два места, финишируют в гонке. Небольшой отрыв является обманчивым. На самом деле отставание составляет три круга.

Приблизительно через 21 час после начала гонки Audi № 1 под управлением Кристинсена остановился на трассе. После перезагрузки программного обеспечения он смог возобновить движение, но не мог двигаться с прежней скоростью. В боксах выяснилось, что также необходимо заменить второй турбокомпрессор. В лидеры вышел Porsche № 20, опережавший Audi № 2 на минуту. Porsche лидировал примерно один час, но затем был вынужден прекратить гонку из-за поломки стабилизатора поперечной устойчивости. Через полчаса Porsche № 14 также прекратила гонку из-за механических проблем. В лидеры вышел Audi № 2, за ним с отставанием в три круга шёл Audi № 1, за которым с отставанием в два круга — Toyota № 8, поднявшаяся на третье место после аварии на втором часу гонки. Сход большей части спортпрототипов класса LMP1-H позволил Rebellion № 12 — единственному оставшемуся в гонке прототипу класса LMP1-L подняться в общем зачёте на 4-е место. OAK Ligier из-за неисправности уступил лидерство соперникам из TDS Ligier и Jota Zytek, прежде чем надолго остановиться в боксах для ремонта.
Audi № 2, управляемая Марселем Фесслером, Бенуа Трелуйе и Андре Лоттерером, смогла без происшествий доехать на лидирующей позиции два часа, оставшиеся до финиша. Это была третья победа данного экипажа за последние 4 года, и тринадцатая для Audi. Незадолго до завершения гонки на трассу выехал Porsche № 14 и смог финишировать. Борьба в классе LMP2 продолжалась до последнего часа — Jota Zytek смогла опередить TDS Ligier и финишировать на 5-м месте в общем зачёте. В состав экипажа команды Jota Sport, победившего в гонке в своём классе, вошли Саймон Долан, Гарри Тинкнелл и Оливер Терви. Первые пять автомобилей в зачёте класса LMP2 были оснащены моторами Nissan. В классе LMGTE Pro Corvette № 73 вернул себе второе место, опередив Porsche № 92, но не смог бороться с AF Corse за победу. В классе LMGTE Am Aston Martin № 95, в составе экипажа которого ранее выступал погибший во время предыдущей гонки Аллан Симонсен, одержал безоговорочную победу, опередив на два круга Porsche № 88 из команды Proton Competition.

### Результаты гонки
Победители в каждом классе выделены полужирным начертанием, участники чемпионата мира по автогонкам на выносливость выделены жёлтым цветом. Экипаж Porsche № 20 не был квалифицирован, так как не завершил финальный круг.
| Позиция | Класс                 | Номер | Команда                   | Гонщики                                             | Шасси                            | Шины | Пройдено кругов |
| Позиция | Класс                 | Номер | Команда                   | Гонщики                                             | Двигатель                        | Шины | Пройдено кругов |
| ------- | --------------------- | ----- | ------------------------- | --------------------------------------------------- | -------------------------------- | ---- | --------------- |
| 1       | LMP1-H                | 2     | Audi Sport Team Joest     | Марсель Фесслер Андре Лоттерер Бенуа Трелуйе        | Audi R18 e-tron quattro          | M    | 379             |
| 1       | LMP1-H                | 2     | Audi Sport Team Joest     | Марсель Фесслер Андре Лоттерер Бенуа Трелуйе        | Audi TDI 4.0 L Turbo V6 (дизель) | M    | 379             |
| 2       | LMP1-H                | 1     | Audi Sport Team Joest     | Том Кристенсен Марк Жене Лукас ди Грасси            | Audi R18 e-tron quattro          | M    | 376             |
| 2       | LMP1-H                | 1     | Audi Sport Team Joest     | Том Кристенсен Марк Жене Лукас ди Грасси            | Audi TDI 4.0 L Turbo V6 (дизель) | M    | 376             |
| 3       | LMP1-H                | 8     | Toyota Racing             | Энтони Дэвидсон Николя Лапьер Себастьен Буэми       | Toyota TS040 Hybrid              | M    | 374             |
| 3       | LMP1-H                | 8     | Toyota Racing             | Энтони Дэвидсон Николя Лапьер Себастьен Буэми       | Toyota 3.7 L V8                  | M    | 374             |
| 4       | LMP1-L                | 12    | Rebellion Racing          | Николя Прост Ник Хайдфельд Матиас Беш               | Rebellion R-One                  | M    | 360             |
| 4       | LMP1-L                | 12    | Rebellion Racing          | Николя Прост Ник Хайдфельд Матиас Беш               | Toyota RV8KLM 3.4 L V8           | M    | 360             |
| 5       | LMP2                  | 38    | Jota Sport                | Саймон Долан Гарри Тинкнелл Оливер Терви            | Zytek Z11SN                      | D    | 356             |
| 5       | LMP2                  | 38    | Jota Sport                | Саймон Долан Гарри Тинкнелл Оливер Терви            | Nissan VK45DE 4.5 L V8           | D    | 356             |
| 6       | LMP2                  | 46    | Thiriet by TDS Racing     | Пьер Тирье Людовик Баде Тристан Гомменди            | Ligier JS P2                     | D    | 355             |
| 6       | LMP2                  | 46    | Thiriet by TDS Racing     | Пьер Тирье Людовик Баде Тристан Гомменди            | Nissan VK45DE 4.5 L V8           | D    | 355             |
| 7       | LMP2                  | 36    | Signatech Alpine          | Поль-Лу Шатен Нельсон Панчьятичи Оливер Уэбб        | Alpine A450b                     | D    | 355             |
| 7       | LMP2                  | 36    | Signatech Alpine          | Поль-Лу Шатен Нельсон Панчьятичи Оливер Уэбб        | Nissan VK45DE 4.5 L V8           | D    | 355             |
| 8       | LMP2                  | 24    | Sébastien Loeb Racing     | Рене Раст Ян Хароуз Венсан Капийер                  | Oreca 03R                        | M    | 354             |
| 8       | LMP2                  | 24    | Sébastien Loeb Racing     | Рене Раст Ян Хароуз Венсан Капийер                  | Nissan VK45DE 4.5 L V8           | M    | 354             |
| 9       | LMP2                  | 35    | OAK Racing                | Алекс Брандл Янн Марденборо Марк Шульжицкий         | Ligier JS P2                     | D    | 354             |
| 9       | LMP2                  | 35    | OAK Racing                | Алекс Брандл Янн Марденборо Марк Шульжицкий         | Nissan VK45DE 4.5 L V8           | D    | 354             |
| 10      | LMP2                  | 43    | Newblood by Morand Racing | Гэри Хирш Ромен Брандела Кристиан Клин              | Morgan LMP2                      | D    | 352             |
| 10      | LMP2                  | 43    | Newblood by Morand Racing | Гэри Хирш Ромен Брандела Кристиан Клин              | Judd HK 3.6 L V8                 | D    | 352             |
| 11      | LMP1-H                | 14    | Porsche Team              | Марк Либ Ромен Дюма Нил Яни                         | Porsche 919 hybrid               | M    | 348             |
| 11      | LMP1-H                | 14    | Porsche Team              | Марк Либ Ромен Дюма Нил Яни                         | Porsche 2.0 L Turbo V4           | M    | 348             |
| 12      | LMP2                  | 33    | OAK Racing-Team Asia      | Девид Чен Тун Хопинь Аддерли Фонг                   | Ligier JS P2                     | M    | 347             |
| 12      | LMP2                  | 33    | OAK Racing-Team Asia      | Девид Чен Тун Хопинь Аддерли Фонг                   | Honda HR28TT 2.8 L Turbo V6      | M    | 347             |
| 13      | LMP2                  | 34    | Race Performance          | Мишель Фрей Франк Майо Джон Ланкастер               | Oreca 03R                        | D    | 342             |
| 13      | LMP2                  | 34    | Race Performance          | Мишель Фрей Франк Майо Джон Ланкастер               | Judd HK 3.6 L V8                 | D    | 342             |
| 14      | LMP2                  | 50    | Larbre Compétition        | Пьер Раг Кейко Ихара Рики Тейлор                    | Morgan LMP2                      | M    | 341             |
| 14      | LMP2                  | 50    | Larbre Compétition        | Пьер Раг Кейко Ихара Рики Тейлор                    | Judd HK 3.6 L V8                 | M    | 341             |
| 15      | LMGTE Pro             | 51    | AF Corse                  | Джанмария Бруни Джанкарло Физикелла Тони Виландер   | Ferrari 458 Italia GT2           | M    | 339             |
| 15      | LMGTE Pro             | 51    | AF Corse                  | Джанмария Бруни Джанкарло Физикелла Тони Виландер   | Ferrari 4.5 L V8                 | M    | 339             |
| 16      | LMGTE Pro             | 73    | Corvette Racing           | Ян Магнуссен Антонио Гарсиа Джордан Тейлор          | Chevrolet Corvette C7.R          | M    | 338             |
| 16      | LMGTE Pro             | 73    | Corvette Racing           | Ян Магнуссен Антонио Гарсиа Джордан Тейлор          | Chevrolet 5.5 L V8               | M    | 338             |
| 17      | LMGTE Pro             | 92    | Porsche Team Manthey      | Марко Хольцер Фредерик Маковецки Рихард Литц        | Porsche 911 RSR                  | M    | 337             |
| 17      | LMGTE Pro             | 92    | Porsche Team Manthey      | Марко Хольцер Фредерик Маковецки Рихард Литц        | Porsche 4.0 L Flat-6             | M    | 337             |
| 18      | LMP2                  | 29    | Pegasus Racing            | Жульен Шелл Стефан Раффен Николя Лойтвилер          | Morgan LMP2                      | D    | 336             |
| 18      | LMP2                  | 29    | Pegasus Racing            | Жульен Шелл Стефан Раффен Николя Лойтвилер          | Nissan VK45DE 4.5 L V8           | D    | 336             |
| 19      | LMGTE Am              | 95    | Aston Martin Racing       | Давид Хейнемейер Ханссон Кристиан Поульсен Ники Тим | Aston Martin V8 Vantage GTE      | M    | 334             |
| 19      | LMGTE Am              | 95    | Aston Martin Racing       | Давид Хейнемейер Ханссон Кристиан Поульсен Ники Тим | Aston Martin 4.5 L V8            | M    | 334             |
| 20      | LMGTE Pro             | 74    | Corvette Racing           | Томми Милнер Оливер Гевин Ричард Вестбрук           | Chevrolet Corvette C7.R          | M    | 333             |
| 20      | LMGTE Pro             | 74    | Corvette Racing           | Томми Милнер Оливер Гевин Ричард Вестбрук           | Chevrolet 5.5 L V8               | M    | 333             |
| 21      | LMGTE Am              | 88    | Proton Competition        | Кристиан Рид Клаус Бахлер Халед Аль-Кубайси         | Porsche 911 RSR                  | M    | 332             |
| 21      | LMGTE Am              | 88    | Proton Competition        | Кристиан Рид Клаус Бахлер Халед Аль-Кубайси         | Porsche 4.0 L Flat-6             | M    | 332             |
| 22      | LMGTE Am              | 61    | AF Corse                  | Луис Перес Компанк Марко Чочи Мирко Вентури         | Ferrari 458 Italia GT2           | M    | 331             |
| 22      | LMGTE Am              | 61    | AF Corse                  | Луис Перес Компанк Марко Чочи Мирко Вентури         | Ferrari 4.5 L V8                 | M    | 331             |
| 23      | LMGTE Am              | 90    | 8 Star Motorsports        | Френки Монтекальво Паоло Руберти Джанлука Рода      | Ferrari 458 Italia GT2           | M    | 330             |
| 23      | LMGTE Am              | 90    | 8 Star Motorsports        | Френки Монтекальво Паоло Руберти Джанлука Рода      | Ferrari 4.5 L V8                 | M    | 330             |
| 24      | LMGTE Am              | 77    | Dempsey Racing-Proton     | Патрик Демпси Джо Фостер Патрик Лонг                | Porsche 911 RSR                  | M    | 329             |
| 24      | LMGTE Am              | 77    | Dempsey Racing-Proton     | Патрик Демпси Джо Фостер Патрик Лонг                | Porsche 4.0 L Flat-6             | M    | 329             |
| 25      | LMP2                  | 42    | Caterham Racing           | Том Кимбер-Смит Крис Дайсон Мэттью Макмарри         | Zytek Z11SN                      | D    | 329             |
| 25      | LMP2                  | 42    | Caterham Racing           | Том Кимбер-Смит Крис Дайсон Мэттью Макмарри         | Nissan VK45DE 4.5 L V8           | D    | 329             |
| 26      | LMGTE Am              | 98    | Aston Martin Racing       | Пол Далла Лана Педру Лами Кристофер Нюгор           | Aston Martin V8 Vantage GTE      | M    | 329             |
| 26      | LMGTE Am              | 98    | Aston Martin Racing       | Пол Далла Лана Педру Лами Кристофер Нюгор           | Aston Martin 4.5 L V8            | M    | 329             |
| 27      | LMGTE Am              | 66    | JMW Motorsport            | Абдулазиз Аль-Файсал Сет Нейман Спенсер Пампли      | Ferrari 458 Italia GT2           | M    | 327             |
| 27      | LMGTE Am              | 66    | JMW Motorsport            | Абдулазиз Аль-Файсал Сет Нейман Спенсер Пампли      | Ferrari 4.5 L V8                 | M    | 327             |
| 28      | LMGTE Am              | 70    | Team Taisan               | Синдзи Накано Марин Рич Пьер Эрет                   | Ferrari 458 Italia GT2           | M    | 327             |
| 28      | LMGTE Am              | 70    | Team Taisan               | Синдзи Накано Марин Рич Пьер Эрет                   | Ferrari 4.5 L V8                 | M    | 327             |
| 29      | LMGTE Am              | 58    | Team Sofrev ASP           | Антони Пон Соэй Аяри Фабьен Бартез                  | Ferrari 458 Italia GT2           | M    | 325             |
| 29      | LMGTE Am              | 58    | Team Sofrev ASP           | Антони Пон Соэй Аяри Фабьен Бартез                  | Ferrari 4.5 L V8                 | M    | 325             |
| 30      | LMGTE Am              | 57    | Krohn Racing              | Трейси Крон Никлас Йонсон Бен Коллинз               | Ferrari 458 Italia GT2           | M    | 324             |
| 30      | LMGTE Am              | 57    | Krohn Racing              | Трейси Крон Никлас Йонсон Бен Коллинз               | Ferrari 4.5 L V8                 | M    | 324             |
| 31      | LMGTE Am              | 76    | IMSA Performance Matmut   | Реймон Нарак Николя Арминдо Давид Холлидей          | Porsche 997 GT3-RSR              | M    | 323             |
| 31      | LMGTE Am              | 76    | IMSA Performance Matmut   | Реймон Нарак Николя Арминдо Давид Холлидей          | Porsche 4.0 L Flat-6             | M    | 323             |
| 32      | LMGTE Am              | 53    | Ram Racing                | Джонни Моулем Арчи Хэмильтон Марк Паттерсон         | Ferrari 458 Italia GT2           | M    | 319             |
| 32      | LMGTE Am              | 53    | Ram Racing                | Джонни Моулем Арчи Хэмильтон Марк Паттерсон         | Ferrari 4.5 L V8                 | M    | 319             |
| 33      | LMGTE Pro             | 79    | Prospeed Competition      | Купер Макнейл Йерун Блекемолен                      | Porsche 997 GT3-RSR              | M    | 319             |
| 33      | LMGTE Pro             | 79    | Prospeed Competition      | Купер Макнейл Йерун Блекемолен                      | Porsche 4.0 L Flat-6             | M    | 319             |
| 34      | LMGTE Am              | 67    | IMSA Performance Matmut   | Эрик Мари Жан-Марк Мерлен Эрик Элари                | Porsche 997 GT3-RSR              | M    | 317             |
| 34      | LMGTE Am              | 67    | IMSA Performance Matmut   | Эрик Мари Жан-Марк Мерлен Эрик Элари                | Porsche 4.0 L Flat-6             | M    | 317             |
| 35      | LMGTE Pro             | 97    | Aston Martin Racing       | Даррен Тёрнер Штефан Мюке Бруно Сенна               | Aston Martin V8 Vantage GTE      | M    | 310             |
| 35      | LMGTE Pro             | 97    | Aston Martin Racing       | Даррен Тёрнер Штефан Мюке Бруно Сенна               | Aston Martin 4.5 L V8            | M    | 310             |
| 36      | LMGTE Pro             | 91    | Porsche Team Manthey      | Патрик Пиле Ник Тенди Йорг Бергмайстер              | Porsche 911 RSR                  | M    | 309             |
| 36      | LMGTE Pro             | 91    | Porsche Team Manthey      | Патрик Пиле Ник Тенди Йорг Бергмайстер              | Porsche 4.0 L Flat-6             | M    | 309             |
| 37      | LMP2                  | 27    | SMP Racing                | Сергей Злобин Антон Ладыгин Мика Сало               | Oreca 03R                        | M    | 303             |
| 37      | LMP2                  | 27    | SMP Racing                | Сергей Злобин Антон Ладыгин Мика Сало               | Nissan VK45DE 4.5 L V8           | M    | 303             |
| 38      | LMGTE Am              | 62    | AF Corse                  | Янник Моллегол Жан-Марк Башелье Ховард Бланк        | Ferrari 458 Italia GT2           | M    | 295             |
| 38      | LMGTE Am              | 62    | AF Corse                  | Янник Моллегол Жан-Марк Башелье Ховард Бланк        | Ferrari 4.5 L V8                 | M    | 295             |
| НК      | LMP1-H                | 20    | Porsche Team              | Тимо Бернхард Брендон Хартли Марк Уэббер            | Porsche 919 hybrid               | M    | 346             |
| НК      | LMP1-H                | 20    | Porsche Team              | Тимо Бернхард Брендон Хартли Марк Уэббер            | Porsche 2.0 L Turbo V4           | M    | 346             |
| НФ      | LMP1-H                | 7     | Toyota Racing             | Александр Вурц Стефан Сарразан Кадзуки Накадзима    | Toyota TS040 Hybrid              | M    | 219             |
| НФ      | LMP1-H                | 7     | Toyota Racing             | Александр Вурц Стефан Сарразан Кадзуки Накадзима    | Toyota 3.7 L V8                  | M    | 219             |
| НФ      | LMGTE Am              | 72    | SMP Racing                | Андреа Бертолини Виктор Шайтар Алексей Басов        | Ferrari 458 Italia GT2           | M    | 196             |
| НФ      | LMGTE Am              | 72    | SMP Racing                | Андреа Бертолини Виктор Шайтар Алексей Басов        | Ferrari 4.5 L V8                 | M    | 196             |
| НФ      | LMGTE Am              | 75    | Prospeed Competition      | Франсуа Перродо Эммануль Коллар Маркус Палттала     | Porsche 997 GT3-RSR              | M    | 194             |
| НФ      | LMGTE Am              | 75    | Prospeed Competition      | Франсуа Перродо Эммануль Коллар Маркус Палттала     | Porsche 4.0 L Flat-6             | M    | 194             |
| НФ      | LMGTE Pro             | 52    | Ram Racing                | Мэтт Гриффин Алвару Паренте Федерико Лео            | Ferrari 458 Italia GT2           | M    | 140             |
| НФ      | LMGTE Pro             | 52    | Ram Racing                | Мэтт Гриффин Алвару Паренте Федерико Лео            | Ferrari 4.5 L V8                 | M    | 140             |
| НФ      | LMP2                  | 26    | G-Drive Racing            | Роман Русинов Оливье Пла Жюльен Каналь              | Morgan LMP2                      | D    | 120             |
| НФ      | LMP2                  | 26    | G-Drive Racing            | Роман Русинов Оливье Пла Жюльен Каналь              | Nissan VK45DE 4.5 L V8           | D    | 120             |
| НФ      | LMGTE Am              | 60    | AF Corse                  | Питер Эшли Манн Лоренцо Казе Раффаэле Джаммария     | Ferrari 458 Italia GT2           | M    | 115             |
| НФ      | LMGTE Am              | 60    | AF Corse                  | Питер Эшли Манн Лоренцо Казе Раффаэле Джаммария     | Ferrari 4.5 L V8                 | M    | 115             |
| НФ      | LMP2                  | 47    | KCMG                      | Мэттью Хаусон Ричард Брэдли Александр Императори    | Oreca 03R                        | M    | 87              |
| НФ      | LMP2                  | 47    | KCMG                      | Мэттью Хаусон Ричард Брэдли Александр Императори    | Nissan VK45DE 4.5 L V8           | M    | 87              |
| НФ      | LMP1-L                | 13    | Rebellion Racing          | Андреа Беликки Фабио Ляймер Доминик Крайхамер       | Rebellion R-One                  | M    | 73              |
| НФ      | LMP1-L                | 13    | Rebellion Racing          | Андреа Беликки Фабио Ляймер Доминик Крайхамер       | Toyota RV8KLM 3.4 L V8           | M    | 73              |
| НФ      | LMP2                  | 48    | Murphy Prototypes         | Натанаэль Бертон Карун Чандхок Родольфо Гонсалес    | Oreca 03R                        | D    | 73              |
| НФ      | LMP2                  | 48    | Murphy Prototypes         | Натанаэль Бертон Карун Чандхок Родольфо Гонсалес    | Nissan VK45DE 4.5 L V8           | D    | 73              |
| НФ      | LMP2                  | 41    | Greaves Motorsport        | Майкл Мюнеман Алессандро Латиф Джеймс Уинслоу       | Zytek Z11SN                      | D    | 31              |
| НФ      | LMP2                  | 41    | Greaves Motorsport        | Майкл Мюнеман Алессандро Латиф Джеймс Уинслоу       | Nissan VK45DE 4.5 L V8           | D    | 31              |
| НФ      | LMGTE Pro             | 71    | AF Corse                  | Давиде Ригон Пьер Каффер Оливье Беретта             | Ferrari 458 Italia GT2           | M    | 28              |
| НФ      | LMGTE Pro             | 71    | AF Corse                  | Давиде Ригон Пьер Каффер Оливье Беретта             | Ferrari 4.5 L V8                 | M    | 28              |
| НФ      | LMP1-H                | 3     | Audi Sport Team Joest     | Филипе Албукерке Марко Бонаноми Оливер Джарвис      | Audi R18 e-tron quattro          | M    | 25              |
| НФ      | LMP1-H                | 3     | Audi Sport Team Joest     | Филипе Албукерке Марко Бонаноми Оливер Джарвис      | Audi TDI 4.0 L Turbo V6 (дизель) | M    | 25              |
| НФ      | LMGTE Am              | 81    | AF Corse                  | Стив Уайетт Микеле Руголо Сэм Бёрд                  | Ferrari 458 Italia GT2           | M    | 22              |
| НФ      | LMGTE Am              | 81    | AF Corse                  | Стив Уайетт Микеле Руголо Сэм Бёрд                  | Ferrari 4.5 L V8                 | M    | 22              |
| НФ      | LMP2                  | 37    | SMP Racing                | Кирилл Ладыгин Маурицио Медиани Николя Минасян      | Oreca 03R                        | M    | 9               |
| НФ      | LMP2                  | 37    | SMP Racing                | Кирилл Ладыгин Маурицио Медиани Николя Минасян      | Nissan VK45DE 4.5 L V8           | M    | 9               |
| НФ      |                       | 0     | Nissan Motorsports Global | Лукас Ордоньес Вольфганг Райп Сатоси Мотояма        | Nissan ZEOD RC                   | M    | 5               |
| НФ      | Nissan 1.5 L Turbo I3 | 0     | Nissan Motorsports Global | Лукас Ордоньес Вольфганг Райп Сатоси Мотояма        |                                  | M    | 5               |
| НС      | LMGTE Pro             | 99    | Aston Martin Racing       | Деррил О`Янг Алекс Макдоуэлл Фернандо Реес          | Aston Martin V8 Vantage GTE      | M    | —               |
| НС      | LMGTE Pro             | 99    | Aston Martin Racing       | Деррил О`Янг Алекс Макдоуэлл Фернандо Реес          | Aston Martin 4.5 L V8            | M    | —               |

## Комментарии
1. ↑  Началась на полчаса раньше запланированного, чтобы компенсировать потерю времени из-за прерывания предыдущих сессий красными флагами[7].
2. ↑  Марк Жене заменил Лоика Дюваля, попавшего в аварию и получившего травму во время свободной практики в среду[27].
3. ↑  Вместо Марка Жене, заменившего в Audi травмированного Лоика Дюваля[27].
4. ↑  Третий гонщик команды Брет Кёртис[англ.] не вышел на старт из-за сотрясения мозга, полученного во время аварии на квалификации, а запасной гонщик Себастьен Крубиль не был допущен, так как не участвовал в ночных сессиях. Поэтому в гонке принимали участие только два пилота, а из-за отсутствия в составе гонщиков с бронзовой лицензией команда была переведена в категорию LMGTE Pro[65].
5. ↑  Вместо Джеймса Каладо, попавшего в аварию во время второй квалификации[66].
6. ↑  Автомобиль во время первой квалификации получил настолько серьёзные повреждения, что отремонтировать его к началу гонки не представлялось возможным[66].